# 卡斯特爾塔拉特山脈

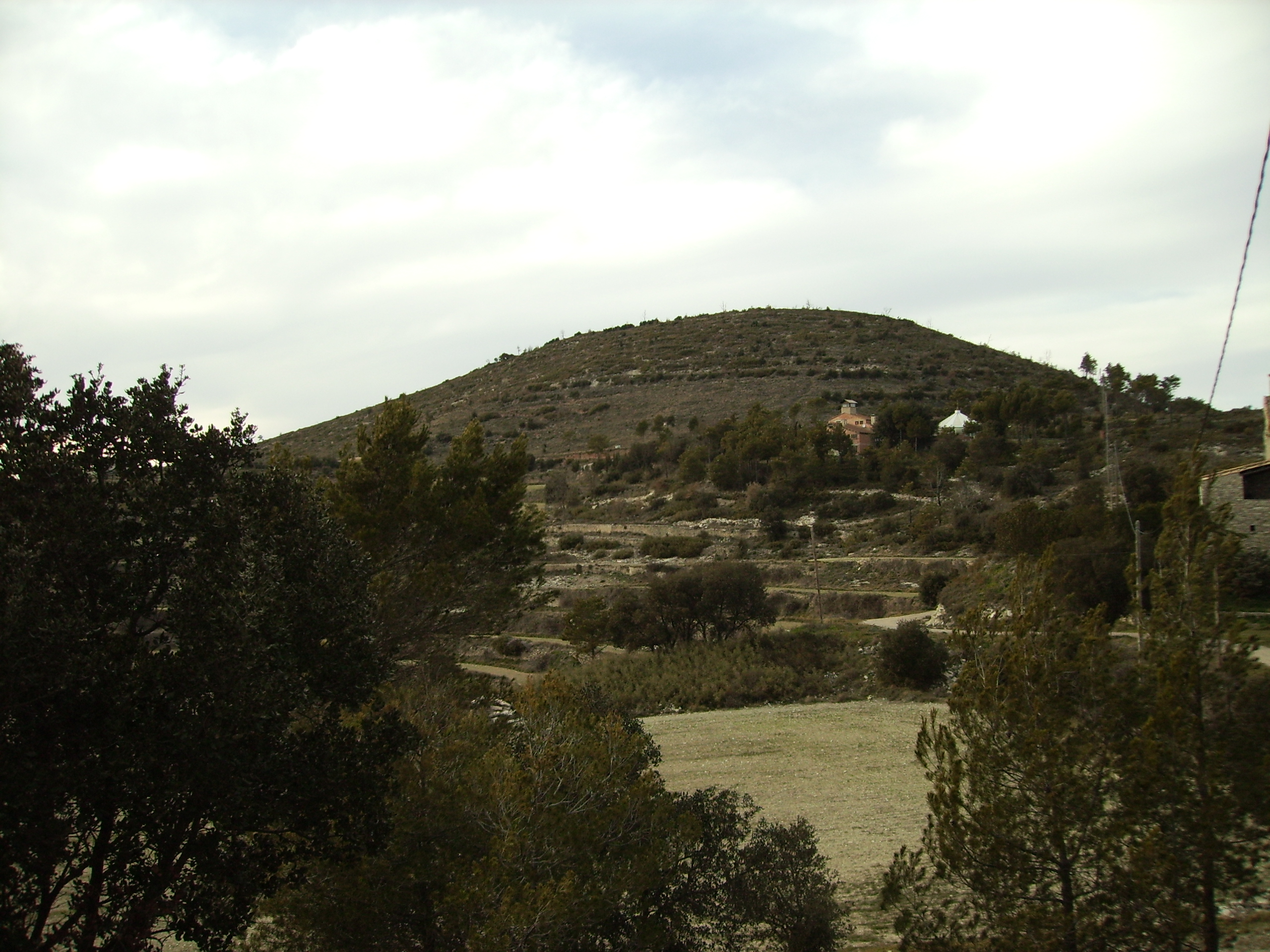

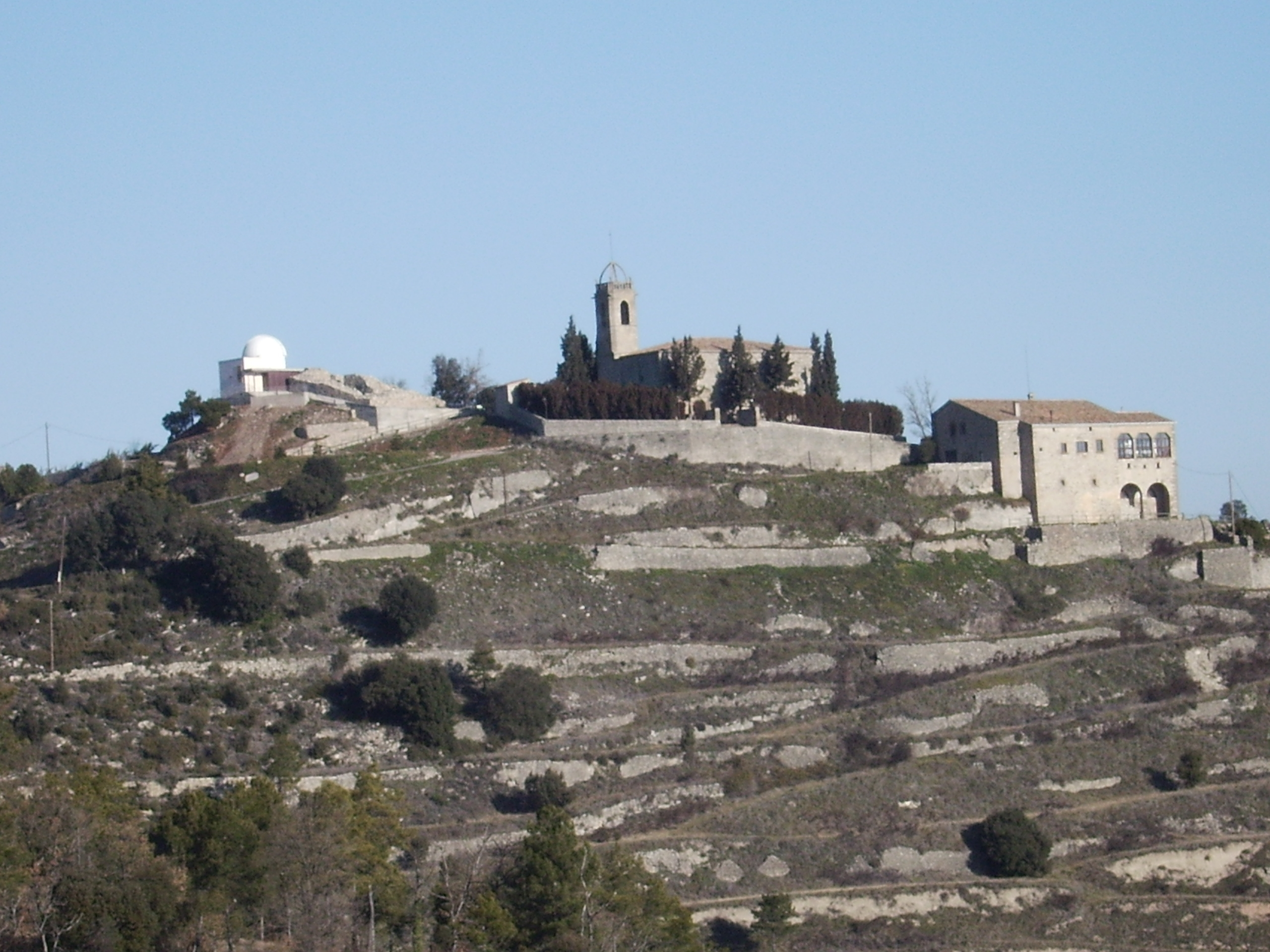

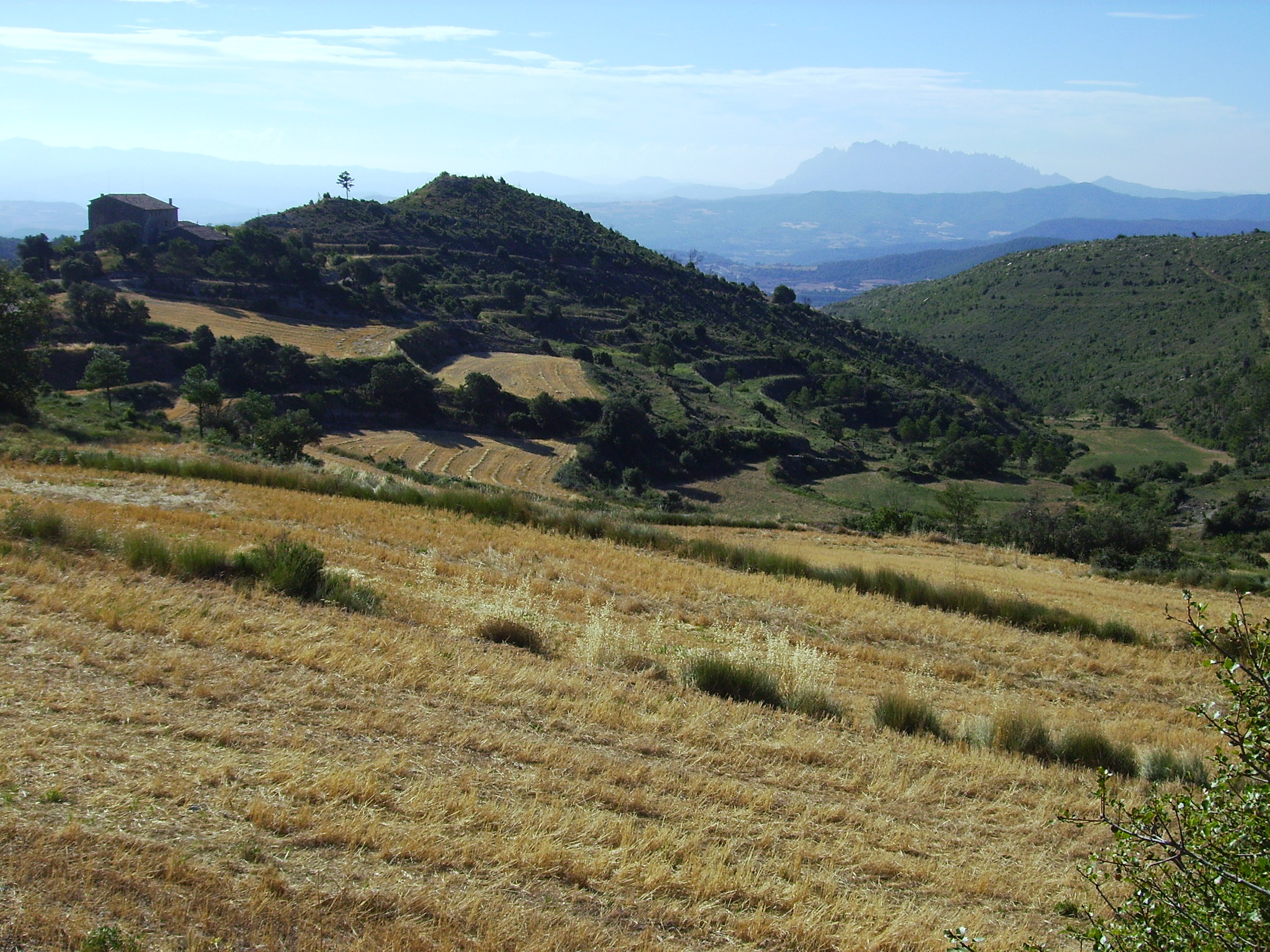

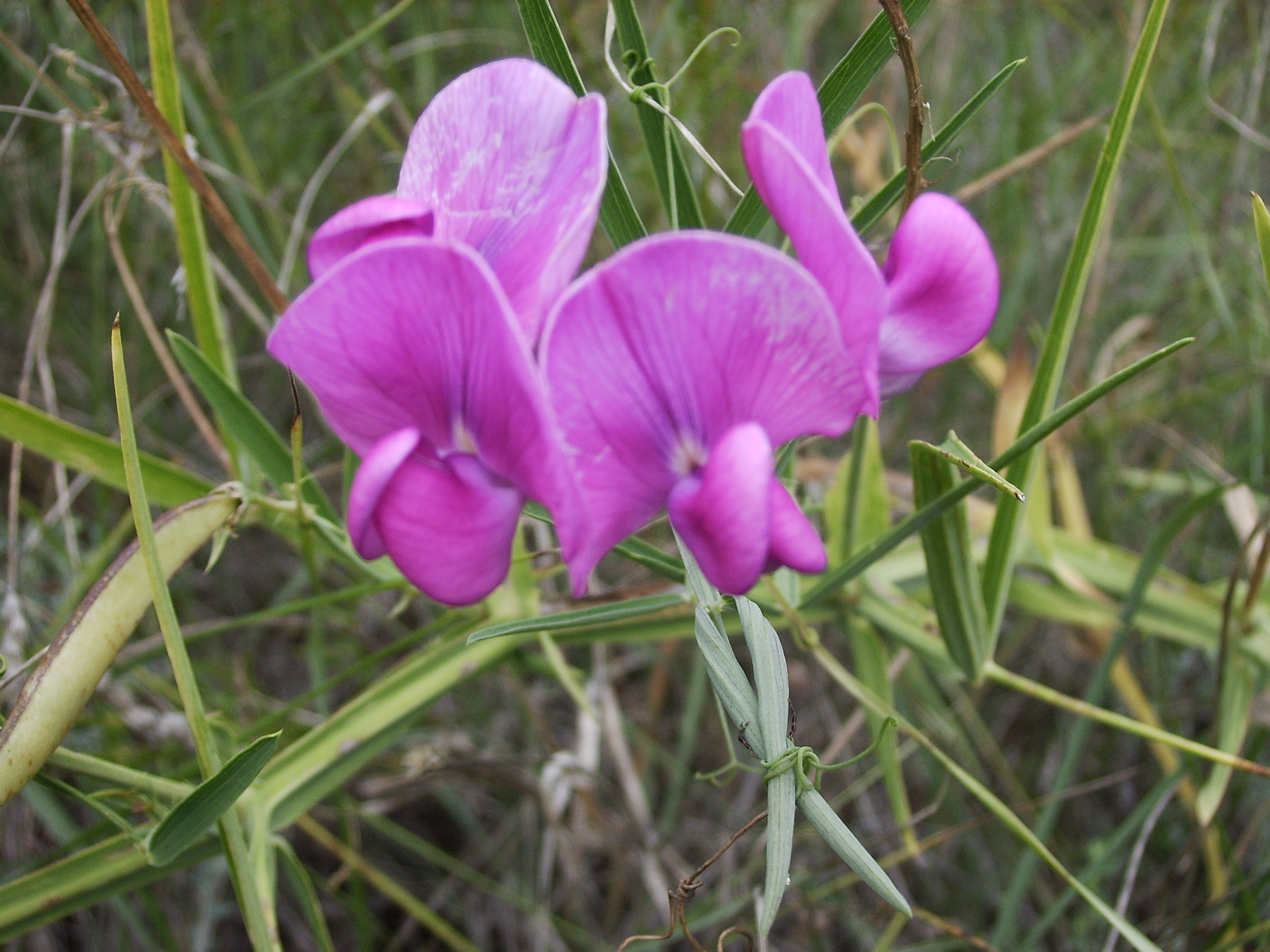

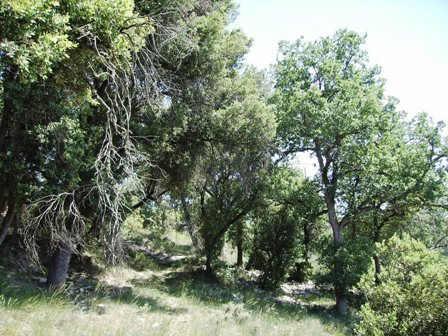

41°47′30″N 1°38′00″E / 41.79167°N 1.63333°E
卡斯特爾塔拉特山脈，是西班牙的山脈，位於該國東北部加泰羅尼亞，處於加泰羅尼亞中央盆地，面積約65平方公里，最高點海拔高度887米。